# Loehle 5151 Mustang
Loehle 5151 Mustang je 3/4 replika ameriškega lovca North American P-51 Mustang. Repliko je zasnoval ameriški konstruktor Carl Loehle iz istoimenskega podjetja Loehle Aircraft.Letalo se kupi v "kit" obliki in se ga sestavi doma po načrtih. Trup letala je grajen iz lesa.

## Specifikacije (Loehle 5151 Mustang)
Podatki iz Pilot Friend
Splošne značilnosti
- Posadka: 1
- Dolžina: 22 ft 10 in (6,96 m)
- Razpon kril: 27 ft 5 in (8,36 m)
- Površina kril: 130 sq ft (12 m2)
- Teža praznega letala: 513 lb (233 kg)
- Bruto teža: 885 lb (401 kg)
- Pogon letala: 1 × Rotax 582 , 64 hp (48 kW)
- Propelerji: št. lopatic: 4, lesen

Zmogljivost
- Potovalna hitrost: 70 kn; 129 km/h (80 mph)
- Hitrost pri porušitvi vzgona: 26 kn; 48 km/h (30 mph)
- Neprekoračljiva hitrost: 87 kn; 161 km/h (100 mph)
- Hitrost vzpenjanja: 1.200 ft/min (6,1 m/s)